# Enkianthus perulatus
Espèce
Enkianthus perulatus est une espèce de plantes à fleurs de la famille des Ericacées originaire du Japon et de Taïwan.

## Liste des variétés et des formes
Selon Tropicos (10 septembre 2015) (Attention liste brute contenant possiblement des synonymes) :
- Enkianthus perulatus var. japonicus (Hook. f.) Nakai
- Enkianthus perulatus var. taiwanianus (S.S. Ying) Y.C. Liu